# زاولزي

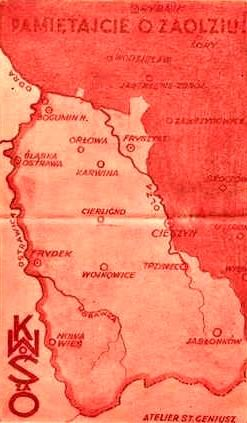

زاولزي (بالبولندية:Zaolzie) هي منطقة تاريخية تقع في وسط أوروبا وحاليا ضمن أراضي جمهورية التشيك، شكلت منطقة زاولزي منطقة نزاع ما بين بولندا وتشيكوسلوفاكيا خلال الفترة ما بين الحربين العالميتين، ويعني اسم زاولزي بالبولندية الأراضي التي تقع خلف نهر أولزا أو "ماوراء أولزا"، تشكلت مقاطعة زاولزي عام 1920 بعد أن قسمت منطقة تشن سيليزيا بين كل من بولندا وتشيكوسلوفاكيا، وقد شكلت منطقة زاولزي الأراضي الشرقية لجمهورية التشيك، لم يرض التقسيم بولندا الأمر الذي انتهى باحتلال المنطقة من قبل بولندا وضمها لها في أكتوبر 1938 بعد معاهدة ميونخ، ضمت المنطقة إلى ألمانيا بعد اجتياح القوات الألمانية بولندا في عام 1939 وظلت ضمن أراضي ألمانيا النازية حتى عام 1945.